# تنغلي
تنغلي (بالفارسية: تنگلی) هي قرية تقع في غلستان في إيران. يقدر عدد سكانها بـ 1,195 نسمة .